# Bluejay Creek
Bluejay Creek är ett vattendrag i Kanada.   Det ligger i provinsen Ontario, i den sydöstra delen av landet, 900 km nordväst om huvudstaden Ottawa. Bluejay Creek ligger vid sjön Bluejay Lake.
I omgivningarna runt Bluejay Creek växer i huvudsak blandskog. Trakten runt Bluejay Creek är nära nog obefolkad, med mindre än två invånare per kvadratkilometer.